# Jacques Lemercier
Jacques Lemercier, född omkring 1585, död 13 januari 1654, var en fransk konstnär och arkitekt.
Lemercier var en av den franska renässansstilens främsta företrädare  och blev efter studier i Italien kunglig arkitekt och utförde i Paris en mängd byggnadsverk. Hans planer på fortsättning av Louvrenbygget godkändes, och här blev Pavillon de l'horloge hans mest berömda verk. Åt Armand Jean du Plessis de Richelieu byggde Lemercier Palais Cardinal och Sorbonne. Bland hans kyrkor märks Saint Roch. Lemercier gjorde även utkast till skulpturala arbeten och var en skicklig gravör.